# Jedność Narodu
Jedność Narodu – polskie prawicowe ugrupowanie polityczne o charakterze narodowym, założone 7 marca 2015. W latach 2015–2017 i 2019–2023 zarejestrowane jako partia polityczna. Z JN związany jest ukazujący się od maja 2015 miesięcznik „Polityka Polska”.

## Historia
Jedność Narodu została założona głównie przez byłych działaczy Ligi Polskich Rodzin. Jej powstanie poprzedziły trzy konferencje programowe pod hasłem „Nie ma ludzi niepotrzebnych”, które odbyły się w lipcu, wrześniu i grudniu 2014. 7 marca 2015 w Częstochowie miało miejsce spotkanie założycielskie. 21 kwietnia tego samego roku JN została zarejestrowana jako partia. 16 maja odbył się jej I Kongres Krajowy, na którym wybrano władze. Prezesem partii został Paweł Połanecki (były radny LPR w sejmiku mazowieckim). Funkcję prezesa rady krajowej objął prof. Artur Śliwiński, jej wiceprezesa prof. Tadeusz Marczak, a sekretarzem został Romuald Starosielec. Zasiedli w niej także m.in. prof. Anna Raźny, Jacek Andrzej Rossakiewicz (zm. we wrześniu 2016), Bogusław Rybicki, Stanisław Zadora (były poseł LPR) i Andrzej Zapałowski (były poseł AWS oraz eurodeputowany LPR i Naprzód Polsko). W październiku 2016 w skład rady weszli Marian Daszyk (były poseł LPR, Forum Polskiego i NKP – współpracownik Zygmunta Wrzodaka, który również przystąpił do JN) oraz Lech Jęczmyk.
W wyborach parlamentarnych w 2015 Tadeusz Marczak i Andrzej Zapałowski otworzyli okręgowe listy KWW Grzegorza Brauna „Szczęść Boże!” do Sejmu, jednak lista z udziałem Andrzeja Zapałowskiego (a także innego działacza JN Bogdana Kulasa) została przed wyborami wykreślona. Tadeusz Marczak otrzymał w swoim okręgu 520 głosów.
W wyniku złożenia po terminie sprawozdania finansowego za 2015 rok, 16 stycznia 2017 JN została wykreślona z rejestru partii. 15 maja tego samego roku jej środowisko powołało Klub Polityczny Jedność Narodu, a w wyborach samorządowych w 2018 (po zawieszeniu działalności KP JN) utworzyło dwa różne komitety. KWW Jedność Narodu – Wspólnota (którego pełnomocnikiem wyborczym był Romuald Starosielec) wystartował w 9 województwach, w tym w 5 do sejmików (komplet list miał w mazowieckim; w lubelskim jedną z list otworzył Włodzimierz Osadczy), uzyskując w skali kraju 0,18% (18. wynik). KWW Iskra, będący bezpośrednią kontynuacją KP JN, wystartował jedynie do sejmiku małopolskiego. Zarejestrował listy we wszystkich okręgach, uzyskując 0,59% głosów, co było przedostatnim, 13. wynikiem w województwie (w skali kraju dało to 0,05%, co było 23. wynikiem). Komitet poparła grupa działaczy wyrejestrowanej w 2017 partii, m.in. Anna Raźny, Artur Śliwiński, Zygmunt Wrzodak i Stanisław Zadora.
Działacze, którzy tworzyli komitet JN-Wspólnota (na czele z Romualdem Starosielcem), złożyli także wniosek o ponowną rejestrację partii Jedność Narodu, która nastąpiła 2 stycznia 2019. Wśród jej koordynatorów regionalnych znaleźli się m.in. Stanisław Duszak i Jerzy Ferdynand Adamski. Partia zarejestrowała komitet na wybory do Parlamentu Europejskiego w tym samym roku, w których z jej list mieli wystartować m.in. poseł Kornel Morawiecki i inni działacze kierowanej przez niego partii Wolni i Solidarni. Ostatecznie JN zarejestrowała listę jedynie w części województwa mazowieckiego. Otworzył ją lider partii Romuald Starosielec, na 2. miejscu znalazł się były prezes Paweł Połanecki, a pozostałe miejsca zajęły osoby bezpartyjne (m.in. były deputowany do Rady Najwyższej ZSRR Jan Ciechanowicz, a także były minister rolnictwa oraz parlamentarzysta Gabriel Janowski). Na listę JN oddano 2211 głosów, co było ostatnim (9.) wynikiem spośród komitetów zarówno w skali okręgu (0,26%), jak i w skali kraju (0,02%).
W następnym miesiącu Gabriel Janowski został nowym prezesem partii. W wyborach parlamentarnych w tym samym roku JN wystawiła dwóch kandydatów do Senatu – Marcina Walaska w okręgu nr 14 oraz Krzysztofa Prokopczyka z partii Piast – Jedność Myśli Europejskich Narodów w okręgu nr 47. Ponadto wiceprezes partii Paweł Połanecki wystartował do Sejmu w okręgu kieleckim z drugiego miejsca listy Skutecznych (za liderem tego ugrupowania, posłem Piotrem Liroyem-Marcem). Otrzymał on 41 głosów, zaś kandydaci do Senatu zajęli ostatnie miejsca w swoich okręgach. W wyborach prezydenckich w 2020 z ramienia partii komitet zarejestrował Romuald Starosielec, jednak jego kandydatura nie została zarejestrowana przez PKW. Romuald Starosielec powrócił także na funkcję prezesa JN.
Wskutek złożenia po terminie sprawozdania finansowego za 2019 rok, 6 lutego 2023 Sąd Okręgowy w Warszawie ponownie wyrejestrował partię z ewidencji. W tym samym roku Romuald Starosielec został prezesem partii Ruch Naprawy Polski (która została zarejestrowana 21 kwietnia 2023 pierwotnie pod nazwą Akcja Wyborcza Polaków, której prezesem pod tą nazwą była Magdalena Koroblewska; zgłoszona została ona do ewidencji w dniu wyrejestrowania JN).

## Program
Jedność Narodu odwołuje się do chrześcijańskich korzeni Europy, za fundament uznaje zasady dekalogu. Proponuje m.in. reformę szkolnictwa (m.in. wprowadzenie bonu edukacyjnego) i szkolnictwa wyższego (chce zwielokrotnienia wydatków na nie i na badania naukowe), zachowanie złotego, wprowadzenie jednego podatku przychodowego zamiast podatków PIT, CIT i VAT, „szerokie upowszechnienie własności”, radykalną reformę polskiej armii (m.in. utworzenie WOT w każdej gminie), budowę sieci regionalnych elektrowni, wybory większościowe do parlamentu oraz władz sądowniczych, wprowadzenie „ustawy antylichwiarskiej”, przejęcie przez NBP zobowiązań klientów wobec banków komercyjnych, czy też zakaz sprzedaży zasobów naturalnych Polski. Opowiada się za ochroną życia od momentu poczęcia do naturalnej śmierci.

## Prezesi partii
- 2015–2017: Paweł Połanecki
- 2019: Romuald Starosielec
- 2019–2020: Gabriel Janowski
- 2020–2023: Romuald Starosielec